# ISO 3166-2:SA
ISO 3166-2:SA là mục nhập cho Ả Rập Xê Út trong ISO 3166-2, một phần của tiêu chuẩn ISO 3166 tiêu chuẩn được công bố bởi Tổ chức tiêu chuẩn hóa quốc tế (ISO), trong đó xác định mã cho tên của tổng thống phân (ví dụ, tỉnh hoặc tiểu bang) của tất cả các quốc gia được mã hóa theo ISO 3166-1.
Hiện tại đối với Ả Rập Xê Út, mã ISO 3166-2 được xác định cho 13 khu vực.
Mỗi mã bao gồm hai phần, cách nhau bởi dấu gạch nối. Phần đầu tiên là SA, mã ISO 3166-1 alpha-2 của Ả Rập Xê Út. Phần thứ hai là hai chữ số (01 hàng 14 trừ 13).

## Mã hiện tại
Tên phân khu được liệt kê như trong tiêu chuẩn ISO 3166-2 do Cơ quan bảo trì ISO 3166 (ISO 3166/MA) công bố.
Nhấp vào nút trong tiêu đề để sắp xếp từng cột.
| Mã    | Tên phân khu (ar) (BGN/PCGN 1956) |
| ----- | --------------------------------- |
| SA-11 | Al Bāḩah                          |
| SA-08 | Ḩudūd ash Shamālīyah              |
| SA-12 | Al Jawf                           |
| SA-03 | Al Madīnah al Munawwarah          |
| SA-05 | Al Qaşīm                          |
| SA-01 | Ar Riyāḑ                          |
| SA-04 | Ash Sharqīyah                     |
| SA-14 | 'Asir                             |
| SA-06 | Ḩā'il                             |
| SA-09 | Jāzān                             |
| SA-02 | Makkah al Mukarramah              |
| SA-10 | Najrān                            |
| SA-07 | Tabūk                             |

## Thay đổi
Các thay đổi sau đây cho mục đã được công bố trong các bản tin của ISO 3166/MA kể từ lần xuất bản đầu tiên của ISO 3166-2 vào năm 1998:
| Bản tin                        | Ngày phát hành                   | Mô tả về sự thay đổi trong bản tin                                        |
| ------------------------------ | -------------------------------- | ------------------------------------------------------------------------- |
| Newsletter II-3                | 2011-12-13 (sửa chữa 2011-12-15) | Sắp xếp lại theo thứ tự chữ cái.                                          |
| Online Browsing Platform (OBP) | 2014-11-03                       | Thay đổi tên phân khu của SA-02, SA-03 và SA-09; cập nhật danh sách nguồn |
| Online Browsing Platform (OBP) | 2018-11-26                       | Thay đổi danh mục phân khu từ tỉnh thành vùng                             |